# Кандаковка (Курганская область)
Кандаковка — деревня в Юргамышском районе Курганской области. До преобразования в декабре 2021 года муниципального района в муниципальный округ входила в состав Гагарьевского сельсовета.

## История
До 1917 года в составе Гагаринской волости Челябинского уезда Оренбургской губернии. По данным на 1926 год деревня Кандакова состояла из 83 хозяйств. В административном отношении входила в состав Гагарьевского сельсовета Куртамышского района Курганского округа Уральской области.
К 1980-м годам деревня опустела и прекратила свое существование. Восстановлена в 2008 году.

## Население
| 2010 |
| ---- |
| 14   |

По данным переписи 1926 года в деревне проживало 413 человек (186 мужчин и 227 женщин), в том числе: русские составляли 100 % населения.